# بيير بالمان
بيير بالمان (18 مايو 1914 - 29 يونيو 1982) هو كان مصمم أزياء فرنسي ومؤسس دار أزياء بالمان.